# Ácido urónico

La forma β-D de ácido glucurónico (luego de oxidación).

Glucosa (antes de oxidación)

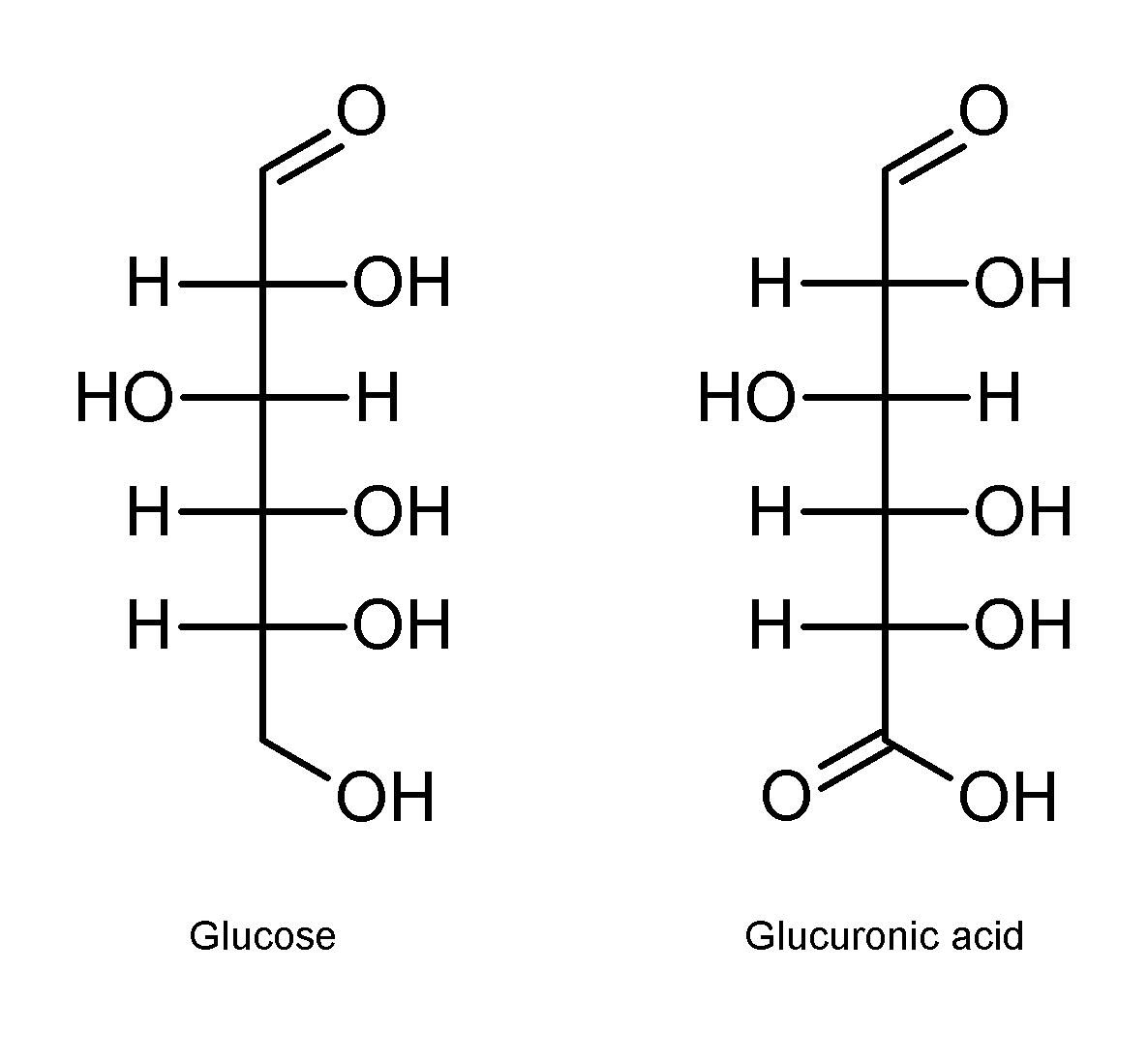
Las proyecciones de Fischer de glucosa y de ácido glucurónico. Se ha oxidado el grupo de alcohol primario de los carbonos terminales de las glucosas a ácido carboxílico.

El ácido urónico se produce por oxidación del carbono del otro extremo de la cadena (C-6) en glucosa, manosa y galactosa (se oxida el grupo alcohólico primaria, lo que ocurre en el D-glucuronato).

## Ejemplos
Algunos de esos compuestos tienen importantes funciones bioquímicas; por ejemplo, muchos metabolitos se excretan del cuerpo humano por orina como sales glucuronatos, y el ácido idurónico es un componente de varios complejos estructurales como proteoglicanos.